# 1986 FNS歌謡祭
『1986 FNS歌謡祭』（1986 エフエヌエスかようさい）は、1986年（昭和61年）12月16日に日本武道館で行われ、フジテレビ系列で生放送された通算15回目の『FNS歌謡祭』。正式タイトルは『決定!FNS歌謡祭'86グランプリ』。

## 概要
今大会から予選が無くなり、ノミネート発表からグランプリ決定までの3時間にわたって生放送された。これの影響で、『なるほど!ザ・ワールド』は休止となった。第15回のグランプリ（大賞）は、『DESIRE -情熱-』を歌った中森明菜に決定した。第5回メガロポリス歌謡祭ポップスグランプリ、第12回日本テレビ音楽祭、'86全日本歌謡音楽祭ゴールデングランプリ、第17回日本歌謡大賞に続き最高賞を受賞。ちなみに最優秀ヒット賞も受賞した。2年連続2度目の受賞である。表彰プレゼンターは優秀新人賞が和由布子（新春特別企画「化身」に出演）、最優秀新人賞が佐々木信也（プロ野球ニュース平日キャスター）、最優秀作詞、作曲、編曲賞が小川知子（新春ドラマスペシャル「女と女・華やかな春」に出演）、特別賞が幸田シャーミン（FNNスーパータイム平日キャスター）、優秀歌謡音楽賞が古舘伊知郎（芳村とともに『夜のヒットスタジオDELUXE』司会を担当）、最優秀歌唱賞が愛川欽也（なるほど!ザ・ワールド司会）、グランプリが寺島純子（3時のあなた木・金曜司会）が務めた。
なお放送に先駆けて12月2日に「栄光のFNS歌謡祭15回記念特集」と題して過去14回の名場面が放送された。
テレビ山口での本番組の放送は今回が最後となった。翌1987年9月いっぱいでフジテレビ系列から脱退し、TBS系列への切り替えを余儀なくされ、結果、これを放送していた『火曜ワイドスペシャル』の生放送ができなくなったためである。
優秀新人賞は大激戦の末6組が選出。また優秀歌謡音楽賞にはとんねるずがノミネートされたが辞退され、12組がグランプリ・最優秀歌唱賞を争った。また優秀ヒット賞はシングル、CD、LP、カセット、ビデオカセットの五部門に分かれており、五部門の総合で最優秀ヒット賞が決定した。
なお1977年から10年間女性司会を務めた芳村真理は、この回を以て勇退、次回より3年間は女性司会が存在せず、一方の男性司会は露木茂アナウンサー（当時）と、当時同局の『夜のヒットスタジオDELUXE』の司会を芳村と共に務めていた古舘との男性2名体制に変更する。それと併せて1977年よりプロデューサーを担当していた疋田拓は翌年6月の人事異動で別部署に異動したため、今回が最後の担当となった。

## キャスト
- 総合司会：芳村真理、露木茂（当時・フジテレビアナウンサー）
- リポーター：筒井櫻子（当時・フジテレビアナウンサー、武道館）、向坂樹興（赤坂プリンスホテルグリーンホール審査会場）、三宅正治（フジテレビコンピュータールーム）

## 受賞作品・受賞者一覧

### グランプリ（大賞）
- 中森明菜「DESIRE -情熱-」

### 最優秀歌唱賞
- 小林旭「熱き心に」

### 最優秀新人賞
- 少年隊「仮面舞踏会」

### 最優秀ヒット賞
- 中森明菜「DESIRE -情熱-」

### 最優秀視聴者賞
- 五木ひろし「浪花盃」

### 優秀歌謡音楽賞（グランプリ候補）
- 荻野目洋子「六本木純情派」
- 近藤真彦「Baby Rose」
- 五木ひろし「浪花盃」
- 中山美穂「WAKU WAKUさせて」
- 細川たかし「さだめ川」
- C-C-B「不自然な君が好き」
- 本田美奈子「1986年のマリリン」
- 石川さゆり「天城越え」
- TUBE「シーズン・イン・ザ・サン」
- 中森明菜「DESIRE -情熱-」
- シブがき隊「飛んで火に入る夏の令嬢」
- 小林旭「熱き心に」

### 優秀新人賞（最優秀新人賞ノミネート）
- 石井明美[1]「CHA-CHA-CHA」
- 水谷麻里「乙女日和」
- 湯江健幸「涙のLove Somebody」
- 真璃子「夢飛行」
- 少年隊「仮面舞踏会」
- やや「夜霧のハウスマヌカン」

### 特別賞
- おニャン子クラブ「メドレー[2]」
- 石井明美・フィンツィ・コンティーニ「CHA-CHA-CHA」
- 北島三郎「漁歌」「まつり」

### 最優秀作詞・作曲・編曲賞
- 秋元康（作詞）
- 後藤次利（作曲）
- 佐藤準（編曲）

## スタッフ
- 構成：塚田茂（スタッフ東京）
- 音楽：広瀬健次郎
- 指揮：新井英治
- 演奏：THE HIT SOUND SPECIAL
- コーラス：フィーリング・フリー、東京混声合唱団
- 美術制作：堀切清
- 美術プロデューサー：石鍋伸一朗
- セットデザイン：根本研二
- 大道具：石塚孝志、斉藤二郎
- 電飾：藤下謙一朗
- アクリル装飾：照井登
- 視覚効果：渡井宏一
- タイトル：山形憲一
- スタイリスト：梅原久沙永
- ヘアメイク：野村真一
- 技術：桜井稔
- SW：笹川一男
- カメラ：一ノ瀬一
- 映像：大森静雄
- 音声：松本勝
- PA：加藤明
- LD：谷川富也
- 照明：彩光、バリライトアジア（現・PRGアジア）
- 音響効果：川嶋明則（OCBプロ）
- 広島厚生年金会館（TUBE）中継
  - ディレクター：小林延行／平岡真（テレビ新広島）
  - 技術：山中正（テレビ新広島）
  - 協力：テレビ新広島
- 宮崎市民会館（シブがき隊）中継
  - ディレクター：木村忠寛／彌勒猛（テレビ宮崎）
  - 技術：榎木田実（テレビ宮崎）
  - 協力：テレビ宮崎
- 赤坂プリンスホテル中継
  - ディレクター：関根弘之
- フジテレビ第6スタジオ
  - ディレクター：堀越広行
  - 技術：山崎重信
- プロデューサー：疋田拓
- 演出：井上信悟、前川尚史
- 制作著作：フジテレビ
- 協賛：日本音楽事業者協会、音楽出版社協会、日本レコード協会
- 企画：「FNS歌謡祭音楽大賞」大会・運営・実行委員会